# Saint-Jean-de-la-Croix
Saint-Jean-de-la-Croix è un comune francese di 245 abitanti situato nel dipartimento del Maine e Loira nella regione dei Paesi della Loira.

## Società

### Evoluzione demografica
Abitanti censiti